# Combate naval de Jaramijó
El Combate naval de Jaramijó, también conocido como Batalla de Balsamaragua fue un enfrentamiento naval ocurrido entre la noche del 5 y la madrugada del 6 de diciembre de 1884 cerca de las costas de Jaramijó, Ecuador, durante la Revolución de los Chapulos. El enfrentamiento fue entre los rebeldes liberales, liderados por Eloy Alfaro y los gobiernistas conservadores liderados por el general Reinaldo Flores Jijón. El combate se selló con la victoria gobiernista y la pérdida del buque liberal, el vapor Pichincha, más conocido como Alajuela.

## Antecedentes

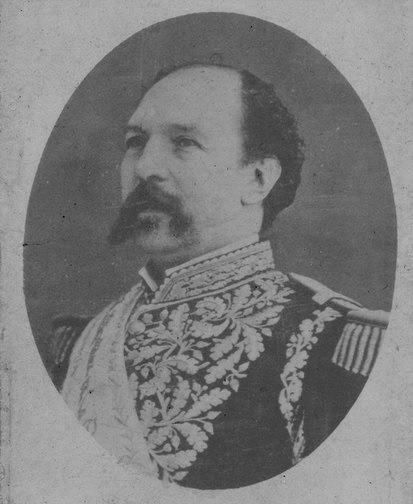
Ignacio de Veintemilla

Los primeros años de existencia de la República del Ecuador fueron tiempos de mucha inestabilidad política, con constantes luchas por el poder e incesantes guerras civiles debido a múltiples factores, como la debilidad del Estado, las disputas territoriales con Colombia y Perú y la marcada desigualdad social. En ese contexto que se forma el movimiento liberal en Ecuador, el cual buscaba cambiar el orden social y político establecido en el país. Simultáneamente nace el partido conservador, que se oponía a las propuestas liberales.
En 1876, Ignacio de Veintemilla accedió a la presidencia del Ecuador, y el 26 de marzo de 1882 se convirtió en dictador mediante un Autogolpe de Estado. Esto provocó el descontento entre la población, la cual pronto se levantó en armas, dando inicio a la guerra civil de 1882. Tanto liberales como conservadores unieron fuerzas para luchar contra el dictador en lo que se conoció como el movimiento restaurador. Entre los líderes liberales estaba Eloy Alfaro, y entre los conservadores se encontraba José María Plácido Caamaño.

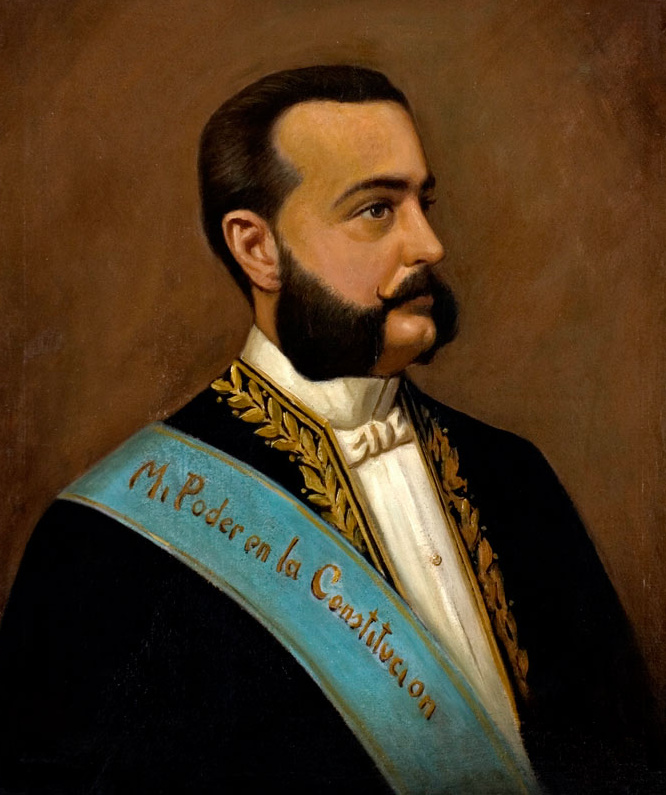
José María Plácido Caamaño

Finalmente, los restauradores lograron vencer a Veintemilla el 9 de julio de 1883. Y en febrero de 1884 se realizaron elecciones, el candidato conservador Plácido Caamaño ganó la presidencia. Motivo por el cual, el líder liberal Eloy Alfaro decide exiliarse a Panamá con el objetivo de preparar una campaña militar para derrocar al nuevo presidente y establecer un gobierno liberal, para este fin adquirió un barco, el vapor Alajuela, el cual renombró como Pichincha.

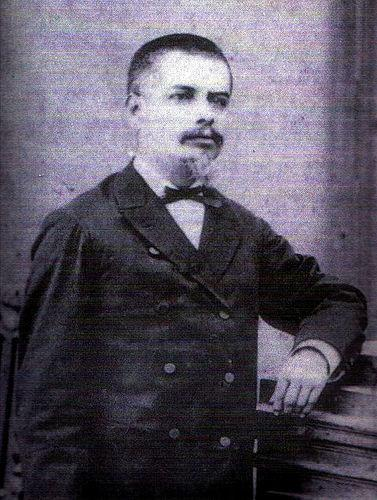
Eloy Alfaro.

### La revolución de los Chapulos
Así es como en noviembre de 1884 se inicia la rebelión en las provincias de Esmeraldas y Manabí, las cuales desconocen el gobierno de Plácido Caamaño. Este acontecimiento sería conocido como la Revolución de los Chapulos. Eloy Alfaro parte de Panamá el día 14 o 15 del mismo mes rumbo hacia el Ecuador.
El gobierno pronto inicia la movilización de tropas por mar desde Guayaquil hacia las provincias rebeldes, en las cuales se dan varios enfrentamientos. El 20 de noviembre el vapor del gobierno Nueve de Julio se encuentra con el vapor Pichincha cerca de Tumaco, donde se da un corto combate naval, el cual terminas tras varias horas sin mayores daños y con bajas mínimas para ambos bandos.
Finalmente, Alfaro llega al puerto de Esmeraldas el 23 de noviembre. Allí embarcan 70 hombres y parten al día siguiente para llegan a Bahía de Caráquez el 26 del mismo mes. Esta población estaba muy cerca del frente de batalla.

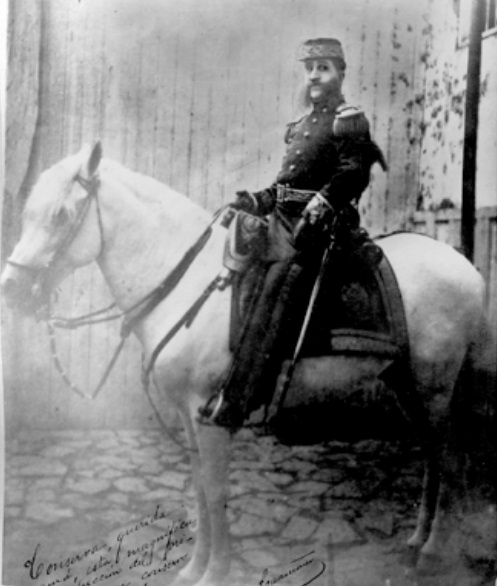
El comandante Reinaldo Flores Jijón en Quito, 1883.

El 30 de noviembre parte desde Guayaquil una flotilla del gobierno llevando tropas de refuerzo para combatir a los rebeldes en Manabí, la flotilla dirigida por Reinaldo Flores Jijón cuenta con 3 barcos de transporte y dos buques de guerra: el vapor Nueve de Julio y el vapor Seis de Diciembre.
Los rebeldes intentan tomar Portoviejo el 1 de diciembre pero son derrotados, por lo que se retiran a Bahía de Caráquez.

### Movimientos previos al combate
El 4 de diciembre parte de la flotilla gobiernista llega a la Bahía de Caráquez, aunque el vapor Seis de Diciembre está retrasado ya que está siendo remolcado por el vapor Sucre porque su motor estaba descompuesto. El vapor Nueve de Julio intenta bloquear el puerto de Bahía para evitar la salida del vapor Pichincha mientras desembarcan tropas en Manta.
Al anochecer del 5 diciembre, a las 19:15, el Nueve de Julio se acerca al puerto y creen confirmar que el Pichincha todavía se encuentra allí, por lo que el buque parte al encuentro del Seis de Diciembre en condiciones "tempestuosas" a las 21:00. Pero en realidad el Pichincha había abandonado la Bahía a las 18:50 con las luces apagadas. Alfaro expresó que su objetivo era enfrentar al Nueve de Julio, más tarde el Pichincha avistaría a dicho buque, pero este se alejó al no poder verlo en la oscuridad. Entonces es cuando el Pichincha se encuentra al Seis de Diciembre anclado cerca de Jaramijó, al estar el buque solo, Alfaro decide atacar, dando así inicio al combate naval de Jarmijó.
El plan del Alfaro para enfrentar al buque enemigo era "embestirle para echarlo apique de un proazo, y si se malograba ese golpe, tomarlo al abordaje". Este plan era sin duda cuestionable ya que el Pichincha no contaba con el espolón necesario para realizar la embestida. Además agregó que "en caso de contrariedades fortuitas, volaríamos nuestra nave, antes que sufrir el oprobio de caer prisioneros".

## Fuerzas Enfrentadas

### Fuerzas gobiernistas
Las fuerzas gobiernistas contaron con dos buques de guerra durante la batalla, estos fueron comprados por el expresidente Ignacio de Veintemilla durante la guerra civil de 1882.
El vapor Nueve de Julio fue originalmente llamado Santa Lucia, y fue utilizado por la Armada Chilena entre 1879 y 1880 como transporte de tropas durante la guerra del Pacífico. Fue capitaneado por el Capitán de Fragata Nicolás Bayona Ors. Por otro lado, el vapor Huacho fue adquirido por el Ecuador en 1883 y fue renombrado Seis de Diciembre. Durante la batalla fue comandado por el chileno veterano de la guerra del Pacífico Teniente Coronel Froilán Muñoz Quezada. Al momento de la batalla este último trasportaba alrededor de 500 hombres en sus bodegas. 
|                         | Información de los buques gobiernistas | Información de los buques gobiernistas |
| ----------------------- | -------------------------------------- | --- |
| Vapor Nueve de Julio    | Casco                                  | Algunas fuentes mencionan un casco metálico, otras un casco de madera. |
| Vapor Nueve de Julio    | Eslora                                 | 55 metros aproximadamente. |
| Vapor Nueve de Julio    | Manga                                  | 9.75 metros |
| Vapor Nueve de Julio    | Puntal                                 | 3.65 metros. |
| Vapor Nueve de Julio    | Propulsión                             | Además de la máquina de vapor contaba con aparejo de goleta que se utilizaba para ahorrar combustible. |
| Vapor Nueve de Julio    | Velocidad                              | 13 a 15 millas por hora. |
| Vapor Nueve de Julio    | Armamento                              | 2 cañones Parrott de 30 libras y 1 culebrina de 12 libras según algunas fuentes. 4 cañones de 24 libras, 3 cañones revólver y 2 colisas (cañones giratorios) además de 1 ametralladora según otras fuentes. |
| Vapor Seis de Diciembre | Casco                                  | Casco de madera. |
| Vapor Seis de Diciembre | Velocidad                              | 5 a 6 millas por hora. |
| Vapor Seis de Diciembre | Armamento                              | 1 cañón de 12 libras y 2 culebrinas de 4 libras según algunas fuentes. 2 cañones según otras fuentes. |

### Fuerzas rebeldes
Las fuerzas rebeldes contaban con un único buque, el vapor Pichincha. El barco era un buque mercante de cabotaje, originalmente se llamaba Alajuela. Fue comprado por Eloy Alfaro en Corinto, Nicaragua por 35 000 pesos y fue equipado con armamento. Alfaro dijo lo siguiente sobre el estado del buque: "No teníamos confianza en la maquinaria a causa de no encontrarse en perfecto buen estado", esto parece ser un eufemismo para decir que la maquinaria estaba en muy mal estado, tanto como para temer que se descompusiera en medio del combate.
Durante la batalla, el buque estuvo dirigido por el Comandante Andrés Marín García, a bordo de él también iba el General Eloy Alfaro, los cuales junto a la tripulación sumaban 72 hombres según el mismo Alfaro, aunque según sus opositores, en realidad el navío llevaba entre 270 y 280 hombres.
| Vapor Pichincha | Vapor Pichincha                                                                                        |
| --------------- | --- |
| Casco           | De madera con protecciones de metal alrededor del punte.                                               |
| Velocidad       | 10 nudos.                                                                                              |
| Armamento       | 1 cañón de 20 libras, 1 culebrina de 12 libras, 1 culebrina de 8 libras y una ametralladora Remington. |

## El combate

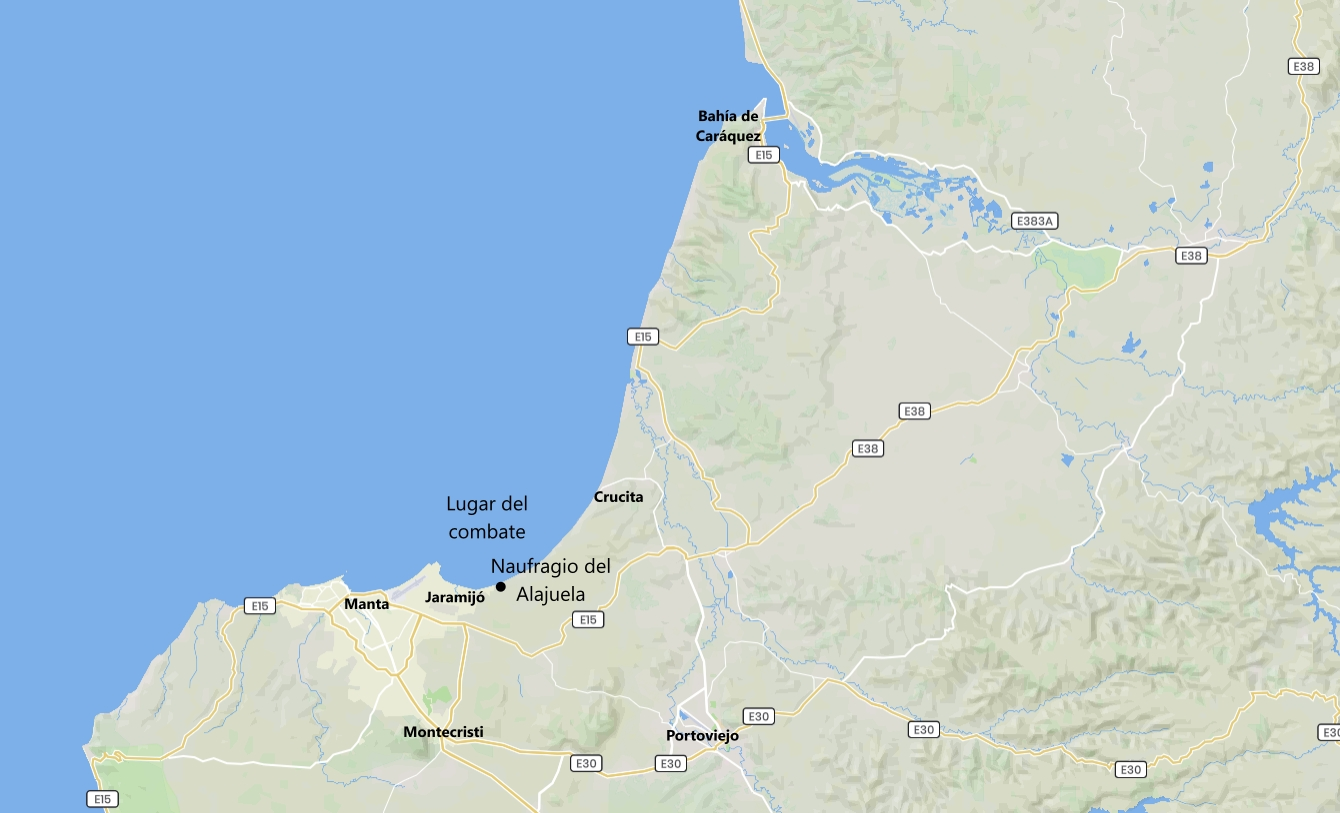
Mapa de la zona.

La batalla inició con el ataque por sorpresa del buque Seis de Diciembre por parte del vapor Pichincha. Según la narración de Eloy Alfaro, el Pichincha se aproximó a toda velocidad al buque enemigo, y tras engancharse a este último se empezó a intercambiar fuego de fusiles y al artillería del liberal disparó unos tiros, entonces los revolucionarios saltaron al abordaje con machete en mano.
Rápidamente los asaltantes dominaron la cubierta del buque gobiernista excepto por la "cámara" (seguramente se refiere al puente de mando), en la cual se atrincheraron varios hombres, y a la cual los asaltantes no pudieron acceder debido al intenso fuego de fusiles que disparaban contra esta desde el Pichincha. El general Alfaro dio órdenes de destruirla a cañonazos, pero esto no fue posible ya que las ruedas del cañón se habitante roto y resultó imposible apuntarlo.
En este momento, un soldado gobiernista hecho prisionero le informa a Alfaro que están esperando que el buque Nueve de Julio llegue al rescate, por lo que el General da la orden de hundir el buque enemigo, pero esto nuevamente no fue posible ya que la altura del portalón no permitió apuntar el cañón por debajo de la línea de flotación. Por este motivo ordena incendiarlo. En este momento también se inicia el traspaso de prisioneros desde el Seis de Diciembre hacia el Pichincha.
Finalmente aparece el Nueve de Julio viniendo al rescate, por lo que el general ordena a sus hombres regresar al Pichincha y desganchar ambos barcos. Aunque a bordo del buque conservador quedaron más o menos 20 rebeldes. Tan pronto como el Pichincha empezó a moverse, el fuego de fusiles se detuvo y los rebeldes lograron someter a sus enemigos atrincherados en la cámara del buque. Aunque según fuentes del ejército conservador, solamente 1 rebelde quedó a bordo del Seis de Diciembre, el cual fue rápidamente hecho prisionero.
Entre las personas que murieron a bordo de dicha nave se encuentra el capitán Froilán Muñoz. No se menciona que ocurrió con el fuego iniciado en el barco conservador, pero se presume que fue controlado.  

### Enfrentamiento con elNueve de Julio
El Pichincha intenta embestir al Nueve de Julio, aunque este lo esquiva y dispara su artillería y un nutrido fuego de fusiles y ametralladora contra el buque liberal. La misma maniobra se repite varias veces mientras los rebeldes responden con fuego de fusiles y unos pocos tiros fallidos de su artillería.
Un cañonazo impacta en la cámara del timón del Pichincha, cuando el general Alfaro acude a observar los daños se encuentra con el capitán Andrés Marín García el cual dice "me fregaron (dando a entender que está herido), General; el buque está sin gobierno hace rato", lo cual es un problema ya que este va en curso de colisión contra el Seis de Diciembre. El capitán y un soldado logran cambiar el curso de la nave y el contramaestre Trejos acude para tomar el timón. Entonces sacan al capitán Marín de la cámara, el cual dice estar bien ya que "solo ha recibido un tiro en la pierna", pero al momento que se acerca a decirle algo al oído al general Alfaro una bala le impacta en la cabeza y cae muerto. Según opositores de Alfaro es imposible que una bala hubiese impactado la pierna del capitán Marín ya que la cámara del timón estaba blindada, según esta versión, una bomba golpeó contra la cámara destruyéndola y matando al capitán en el acto.

### Huida delPichincha
Los disparos del Nueve de Julio provocaron graves pérdidas entre la tripulación del Pichincha, Alfaro dice que para este momento la mitad de la tripulación había muerto, describe que "Los cadáveres y los heridos imposibilitaban el tránsito por la cubierta". Fue en este momento que el General revolucionario dio la batalla por perdida, por lo que ordenó poner rumbo a la playa e incendiar la nave para evitar que sus enemigos la tomaran. En su camino a la playa se detuvieron a recoger a los hombres a bordo del Seis de Diciembre y continuaron mientras la nave se incendiaba. El ejército gobiernista nuevamente diciente de la narración de Alfaro, según el General Flores el incendio habría sido incido por una bomba que impactó la popa del buque.
Finalmente el barco encalló en la playa de Balsamaragua, entre Jaramijó y Crucita. La gente abandonó el buque. El fuego causó la explosión de municiones en la popa, tras lo cual la gente empezó a huir por miedo a una explosión todavía mayor en las calderas del barco. Eloy Alfaro huyó del navío utilizando un barril vació como flotador, aunque casi se ahoga. El maquinista James Powerd fue la última persona en abandonar la nave según Alfaro, pero según el ejército gobiernista, el señor Powerd había muerto en combate antes de llegar a la playa.
El combate terminó alrededor de las 4:00 del 6 de diciembre.

## Epílogo
Las fuerzas gobiernistas dirigidas por los coroneles Modesto Burbano y Emilio Solórzano llegan a la playa de Balsamaragua unas horas después de finalizar el combate y toman 46 prisioneros. Varios de los sobrevivientes lograron huir por los bosques de Manabí, entre ellos estaba Eloy Alfaro.
Tras las derrotas en Portoviejo y en Jaramijó, el ejército rebelde está muy debilitado. El 10 de diciembre los conservadores toman Bahía de Caráquez. A lo largo del mes de diciembre los rebeldes sufren derrota tras derrota hasta que estos quedan totalmente desarmados. El día 27 Alfaro es declarado pirata por la Asamblea Nacional y se le retira su cargo de general. Tras el fin de los enfrentamientos, el gobierno inicia la persecución de los caudillos rebeldes, varios de los cuales son fusilados a pesar de que la constitución de 1884 prohibía la pena de muerte. Finalmente, Alfaro huye a Panamá en febrero de 1885.
Los caudillos liberales seguirían intentando tomarse el poder mediante una revolución durante los años siguientes, no tuvieron éxito hasta el triunfo de la Revolución liberal de 1895.
El buque Seis de Diciembre pasó a ser comandado por el Sargento Mayor León J. González, y sirvió en la armada hasta 1886. El Nueve de Julio sufrió graves deterioros en los años siguientes a la batalla, en 1888 es convertido en un transporte de tropas, y se lo menciona por última vez en el año de 1896. Los restos del vapor Pichincha permanecieron en la playa de Balsamaragua, deteriorándose lentamente.